# Zofia Czajkowska
Zofia Czajkowska, auch Cjakowska, Tschajkovska oder Tchaikowska (* 4. August 1905 in Tarnów; † April 1978 ebenda) war eine polnische Musikerin und Überlebende der nationalsozialistischen Verfolgung. 

## Leben
Zofia Czajkowska war als Gesangs- und Musiklehrerin an der Handelsschule in Tarnów tätig gewesen, bevor sie 1940 mit dem Schließen aller jüdischen Hochschulen verhaftet wurde. Czajkowska wurde im Gefängnis von Tarnów untergebracht und kam mit dem ersten Transport von politischen Häftlingen 1942 nach Auschwitz. Vom 27. April 1942 bis Januar 1945 war sie in Auschwitz-Birkenau, kam dann bis Februar 1945 nach Ravensbrück und anschließend bis Kriegsende nach Neustadt-Glewe. Hier erlebte sie die Befreiung des Konzentrationslagers durch die Rote Armee.
Von der offiziellen Aufstellung des Mädchenorchesters von Auschwitz im April 1943 an war sie bis August 1943 Dirigentin und Kapo des Orchesters. Sie war vermutlich von Maria Mandl ausgewählt worden und in diesem Zusammenhang gibt es das Gerücht, dass sie sich als Nachkommin des Komponisten Peter Iljitsch Tschaikowski ausgegeben haben soll. In der Folge wählte sie als Dirigentin die weiteren Musikerinnen des Orchesters aus. Die gemeinsam mit ihr nach Auschwitz gekommenen Musikerinnen Stefania Baruch (Gitarre und Mandoline) und Danuta Kollakowa (Trommel, Becken, später Klavier) wurden als erstes ausgewählt. Maria Moś (Mandoline und Notenschreiberin) folgte. Im Juni 1943, zu Beginn der offiziellen Arbeitsaufnahme, hatte das Orchester bereits 20 Musikerinnen und Czajkowska hatte die erforderlichen Instrumente, teils aus dem konfiszierten Besitz der Häftlinge, teils vom Männerorchester von Auschwitz organisiert. Da sie als Kapo unter dem Druck der SS stand, probierte sie mit Härte und Gewalt (u. a. Schläge und Beschimpfungen) die Musikerinnen zum guten Spielen zu bewegen, sorgte aber auch dafür, dass z. T. unmusikalische Frauen in das Orchester aufgenommen wurden.
Anschließend übernahm Alma Rosé das Orchester. Czajkowska wurde Blockälteste und unterstützte das Orchester, gerade bei der Kommunikation mit den polnischen Musikerinnen, weiterhin. Bis Oktober 1944 spielte sie im Orchester Klavier und Violine. Gemeinsam mit anderen Musikerinnen des Mädchenorchesters, u. a. mit Esther Bejarano, kam sie Anfang 1945 nach Ravensbrück in das Frauen-Konzentrationslager.
Nach dem Krieg lebte sie in Polen.